# Echiniscus diploglyptus
Echiniscus diploglyptus är en djurart som tillhör fylumet trögkrypare, och som beskrevs av Durante Pasa och Walter Maucci 1975. Echiniscus diploglyptus ingår i släktet Echiniscus och familjen Echiniscidae. Inga underarter finns listade i Catalogue of Life.